# 浜野裕樹
浜野 裕樹（はまの ゆうき、1975年5月5日 - ）は、埼玉県出身の実業家。
MATTECH株式会社、ITトップガン株式会社、ストックヤード株式会社の代表取締役。獨協大学経済学部経営学科卒業。株式会社オンライン常務取締役。株式会社アドレスサービス常務取締役。株式会社オンラインホールディングス常務取締役を歴任。グループ会社11社。社外取締役8社を歴任。その後、株式会社アドレスサービス代表取締役に就任していた。

## 人物

### 母親の企業
19歳の時に母親がDM関連のメーリング業会社を起業してその会社へ参画する。しかし起業後すぐに祖母が危篤状態となり、母が看病と仕事で寝ずに働き体調を壊し会社を手放す相談を受ける。25歳の時にその会社を一時的に継ぐことを決め、そのことで経営に対する意識が芽生えたという。

### 倒産危機からの脱却
順調に会社を拡大させ売上高1億7000万円まで成長した時に、売り上げの大半を担っていた物流系上場企業との取引きがその企業の民事再生の為に頓挫しそうになる。その際、自社が下請けで仕事をしていたことを1社1社説明して訪問し、その場で案件を押さえて走り回ったと語っている。
その時の危機感から事業成長を実現するためマーケティングを徹底して学び実践を行う。売り上げは順調に拡大し6億円から40億円へと伸び、従業員も当初4人であったが個人事業主を含め500名規模の企業へと成長させグループ会社10社のホールディングスへ移行する。
売上伸長のために事業提携を繰り返し、M&Aを実施したことが結果につながったという。

## 略歴
2013年3月期にジャスダックに上場している東京リスマチック株式会社の取締役に就任。
2015年3月期に退任後、兼任の株式会社アドレスサービス代表取締役を継続。物流業界28年の経歴。
その後、2016年にスペシャリストクラウド株式会社を設立。アメリカン・エキスプレス・インターナショナルINC．の国内の物流費用を決済出来る加盟店として独立。
2018年にJASDAQに上場しているクルーズ株式会社に100％株式譲渡。
社名をCROOZ LOGISTICS株式会社に改名。クルーズ株式会社の連結対象子会社の代表取締役に就任。
2020年、クルーズ株式会社からCROOZ LOGISTICS株式会社、CROOZ TRAVERIST株式会社、CROOZ STYLING株式会社、エモーシブ株式会社を買収。
CROOZ LOGISTICS株式会社をMATTECH株式会社に社名変更。
CROOZ TRAVERIST株式会社をITトップガン株式会社に社名変更。